# Миннарт (лунный кратер)
Кратер Миннарт (лат. Minnaert) — большой древний ударный кратер в южном полушарии обратной стороны Луны. Название присвоено в честь голландского астронома Марсела Миннарта (1893—1970) и утверждено Международным астрономическим союзом в 1970 г. Образование кратера относится к донектарскому периоду.

## Описание кратера
Ближайшими соседями кратера являются кратер Лайман на западе-северо-западе; кратер Пуанкаре на северо-западе; кратер Аббе на севере; кратер Харет на севере-северо-востоке; кратер Кабанн на северо-востоке и кратер Антониади перекрывающий юго-восточную часть кратера Миннарт. Селенографические координаты центра кратера 67°32′ ю. ш. 178°34′ в. д. / 67,54° ю. ш. 178,57° в. д., диаметр 137,3 км, глубина 2,9 км.
Кратер Миннарт имеет полигональную форму и значительно разрушен за длительное время своего существования. Вал сглажен, южная и восточная части вала практически полностью разрушены, северная часть спрямлена, лучше всего сохранились западная и северо-западные части, которые отмечены множеством мелких кратеров. Дно чаши относительно ровное, юго-восточная часть чаши покрыта породами выброшенными при образовании кратера Антониади.

## Сателлитные кратеры

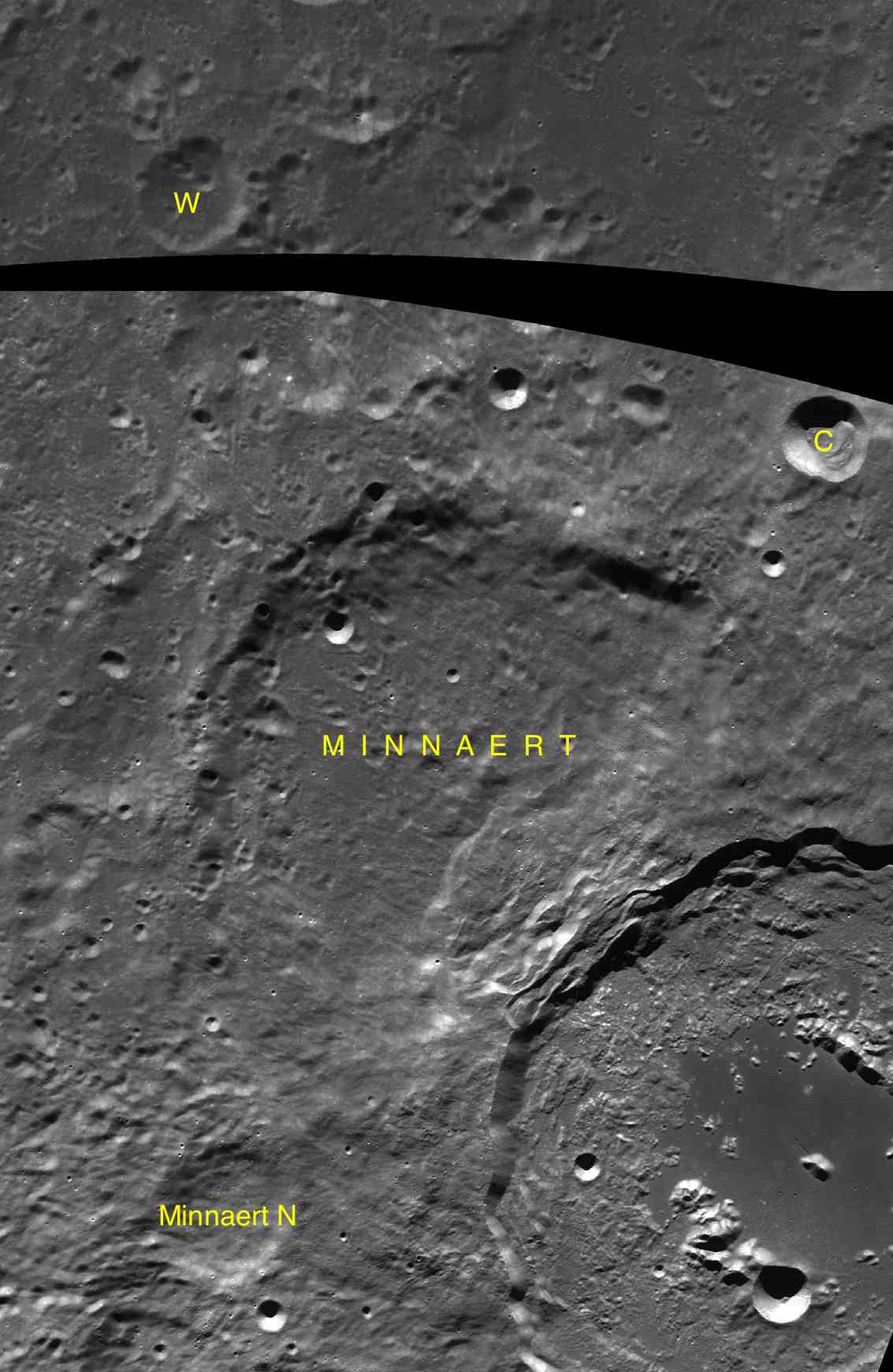
Фрагменты карт LAC-132, LAC-141.

| Миннарт | Координаты                                              | Диаметр, км |
| ------- | ------------------------------------------------------- | ----------- |
| C       | 64°22′ ю. ш. 176°13′ з. д. / 64,37° ю. ш. 176,22° з. д. | 19,2        |
| N       | 70°40′ ю. ш. 175°29′ в. д. / 70,66° ю. ш. 175,49° в. д. | 33,1        |
| W       | 63°35′ ю. ш. 173°12′ в. д. / 63,59° ю. ш. 173,2° в. д.  | 24,6        |

## См.также
- Список кратеров на Луне
- Лунный кратер
- Морфологический каталог кратеров Луны
- Планетная номенклатура
- Селенография
- Минералогия Луны
- Геология Луны
- Поздняя тяжёлая бомбардировка